# Gadiculus
Genre
Le genre Gadiculus regroupe deux espèces de poissons de la famille des Gadidae.
Gadiculus argenteus est un petit poisson marin (15 cm) qui vit à grande profondeur (entre 100 et 1 000 m) dans l'Atlantique nord-est jusqu'au Golfe de Gascogne. Il n'a pas de valeur marchande mais est consommé par de nombreux poissons qui, eux, sont couramment pêchés.

## Liste des espèces
Selon FishBase (14 fev. 2016) et World Register of Marine Species (14 fev. 2015) :
- Gadiculus argenteus Guichenot, 1850
- Gadiculus thori Schmidt, 1913